# Месфуф
Месфуф (mesfouf или masfouf, арабский: مسفوف) — магрибское блюдо; десертный вариант кускуса с маслом, заправленный мёдом, поджаренными орехами и фруктами и приправленный специями. Вместо обычного для кускуса соуса используется раиб или сыр жбен. Типично употребление месфуфа на Рамадан, для разговления. Также его подают на традиционных торжествах или семейных трапезах. Месфуф содержит много клетчатки и витаминов.
В Алжире в сладкий месфуф добавляют изюм, но имеется и несладкая разновидность с горохом, садовыми бобами и луком.
Может содержать овощи и мясо. Другие варианты включают горох и высушенный виноград, как в окрестностях Туниса.
Сфаксцы предпочитают украшать месфуф миндалём, финиками и сухофруктами (также фисташками, лесными орехами) и заварным кремом. Некоторые также любят наливать в месфуф молоко и добавлять сахар, сушёные ягоды или финики. Джербианская версия месфуфа пряная и часто заправлена перцем, сушёным мясом и различными травами (чеснок, фенхель, лаванда и так далее).